# Encyrtus sericophilus
Encyrtus sericophilus är en stekelart som beskrevs av Conte 1912. Encyrtus sericophilus ingår i släktet Encyrtus och familjen sköldlussteklar.
Artens utbredningsområde är Vietnam. Inga underarter finns listade i Catalogue of Life.